# Hauterivi
A hauterivi a kora kréta kor hat korszaka közül a harmadik, amely ~132,6 millió évvel ezelőtt kezdődött, a valangini korszak után és ~129,4 millió évvel ezelőtt zárult, a barremi előtt.